# خالد البسام
خالد البسام كاتب ومؤرخ بحريني، ولد في عنيزة في تاريخ 18 نوفمبر عام 1956م. صدرت له الكثير من المؤلفات في تاريخ البحرين والخليج العربي، إضافة إلى إصدارات عديدة تنوعت بين الرواية وسير الأعلام والسياسة. وتوفي عام 2015م.

## التعليم
- درس اللغة الإنجليزية في جامعة أكسفورد في بريطانيا.
- درس اللغة الفرنسية في جامعة فيشي في فرنسا العام 1979م.[3]

## العمل
- عمل مديراً لتحرير مجلة (بانوراما) البحرينية من عام 1984م إلى عام 1986م.
- عمل مراسلاً لجريدة الحياة اللندنية عام 1988م.
- عمل نائباً لمدير تحرير جريدة (الأيام) من عام 1988م إلى عام 2000م.
- عمل رئيساً لتحرير مجلة (هنا البحرين) من عام 2001 إلى عام 2005م.
- عمل محرراً وكاتباً في العديد من الصحف والمجلات الخليجية.[6][7]

## إصدارات
- (تلك الأيام) صدرت الطبعة الأولى عام 1986م.[8]
- (رجال في جزائر اللؤلؤ) صدر عام 1991م.[9]
- (خليج الحكايات) صدر عام 1993م.
- (مرفأ الذكريات: رحلات إلى الكويت القديمة) صدر عام 1995م.[10]
- (صدمة الاحتكاك: حكايات الإرسالية الأمريكية في الخليج والجزيرة العربية 1892 - 1925) صدر عن دار الساقي عام 1998م.[11]
- (القوافل: رحلات الإرسالية الأمريكية في مدن الخليج والجزيرة العربية 1901-1926م) صدر عام 2000م.[12]
- (بريد القلب) صدر عام 2000م.
- (بساتين) صدر عام 2000م.
- (عزف على السطور) صدر عام 2000م.
- (حكايات من البحرين) صدر عام 2001م.[13]
- (شخصيات بحرينية) صدر عام 2000م.[14]
- (نسوان زمان) صدر عام 2002م.[15]
- (يا زمان الخليج) صدر عام 2002م.[16]
- (ثرثرة فوق دجلة: حكايات التبشير المسيحي في العراق 1900 - 1935م) صدر عام 2004م.[17]
- (كلنا فداك: البحرين والقضية الفلسطينية 1917 – 1948) صدر عام 2005م.[18]
- (يوميات المنفى: عبد العزيز الشملان في سانت هيلانه 1956-1961) صدر عام 2007م.[19]
- (عبد الله الزائد الشموع تضيء).[20]
- رواية (لا يوجد مصور في بريدة) صدرت عام 2008م.[21]
- رواية (مدرس ظفار).[22]
- رواية (جراندول).[23]
- (البحرين تروي) صدر عام 2011م.[24]
- (تقي البحارنة: عنفوان الكتابة) صدر عام 2012م.[25]
- رواية (ثمن الملح). صدرت عن دار جداول عام 2016م.[26]